# Naturschutzgebiet Ittertal
Das 22 ha große Naturschutzgebiet Ittertal mit der Kennung ME-043 liegt auf dem Stadtgebiet von Haan im Kreis Mettmann. Es erstreckt sich am südöstlichen Ortsrand von Haan entlang des rechten Ufers des Flusses Itter, beginnend ab der Kreisstraße K 5 (Ittertalstraße) im Nordosten bis zur Bruchermühle im Südwesten. Auch das gegenüber liegende, linke Ufer der Itter steht unter der Bezeichnung „Naturschutzgebiet Mittleres Ittertal und Baverter Bachtal“ (Kennung SG-011) mit einer Fläche von rund 29 ha auf dem Stadtgebiet Solingens ebenfalls unter Schutz.

## Beschreibung
„Das ca. 1 km lange Ittertal wird an den Hängen geprägt durch naturnahe Wälder, wobei Hainsimsen-Buchenwälder mit Altholzanteil einen großen Teil einnehmen. Einzelbäume erreichen 100 cm Durchmesser. Die Talsohle ist durchgehend feucht und wurde früher als Grünland genutzt. Heute findet nur noch am südwestlichen Ende eine gemischte Ziegen-Pferde-Beweidung auf einer recht artenreichen Feuchtweide statt. Die meisten ehemaligen Grünlandflächen liegen brach oder werden unregelmäßig gemäht. Gebüsche und Neophytenfluren mit Drüsigem Springkraut oder Riesen-Bärenklau breiten sich stellenweise stark aus. Das extensiv gepflegte Grünland sowie die vorgefundenen Grünlandbrachen beherbergen einige seltene Pflanzen- und Tiere, die mit zunehmender Verbuschung verschwinden würden. Besonders im östlichen Teil wurden verschiedene Kleingewässer in den Feuchtbrachen angelegt, die mittlerweile ein interessantes Artenspektrum teils seltener Arten beherbergen. Gebüsche bedecken ältere Brachen, wobei die Grau-Weide dominiert. Das Ittertal stellt in diesem Abschnitt eine historische vorindustrielle Kulturlandschaft dar. An drei hintereinander liegenden Stellen im Gebiet wurde die Itter aufgestaut und das Wasser den Mühlen der heute noch vorhandenen Kotten (meist zur Metallverarbeitung) zugeleitet. Bis auf die abschnittsweise stärkeren Beeinträchtigungen am Abzweig der Mühlgräben verläuft die Itter relativ naturnah in einem stark geschwungenen Bachbett. Das Wasser ist kritisch belastet. Fast durchgängig wird der Bach vom Ufergehölz gesäumt. An der Bruchermühle befindet sich ein größerer Zierteich mit Schwänen, am Schaafenkotten ein kleinerer Fischteich. Der von Norden kommende naturnahe Horster Bach fließt in einem engen Kerbtal. Einige Eichen-Hainbuchenbestände an seinen Talflanken belegen eine ehemalige Niederwaldwirtschaft. Die Wege im Gebiet werden intensiv zur Naherholung genutzt. Naturschutzfachliche Bedeutung hat das Gebiet vor allem aufgrund des großflächigen Feuchtgrünlandes und der naturnahen Gewässerbiotope, die einige seltene Arten beherbergen. Innerhalb der Biotopvernetzung kommt dem Ittertal eine regionale Bedeutung als Ost-West-Vernetzungsachse zwischen im stark besiedelten Raum von Solingen und Haan zu. Hauptentwicklungsziel ist die Sicherung artenreicher Feuchtbiotope in der Talaue durch extensive Bewirtschaftung und eine weitere Verbesserung von Struktur und Qualität des Itterbaches. An den Talflanken ist die Sicherung naturnaher Wälder mit einem entsprechenden Strukturangebot von Alt- und Totholz angesagt.“

Im Naturschutzgebiet findet man eine bemerkenswerte Anzahl seltener und besonders schützenswerter Arten: Bei der Kartierung im Jahr 2008 wurden gefunden: Gewöhnlicher Wasserhahnenfuß (Ranunculus aquatilis), Herbstzeitlose (Colchicum autumnale), Kuckucks-Lichtnelke (Lychnis flos-cuculi), Sumpf-Schwertlilie (Iris pseudacorus), Spreizendes Wasser-Greiskraut (Senecio erraticus), Südlicher bzw. Verkannter Wasserschlauch (Utricularia australis) und Teufelsabbiss (Succisa pratensis). Bei den Tierarten sind hervorzuheben: Eisvogel (Alcedo atthis), Hirschkäfer (Rote Liste: stark gefährdet (2)) (Lucanus cervus), Teichfrosch (Pelophylax „esculentus“), Sumpfgrashüpfer (Chorthippus montanus), Zwergfledermaus (Pipistrellus pipistrellus) und Wasseramsel (Cinclus cinclus).

## Wanderwege
Das Ittertal ist im Bereich des Naturschutzgebietes für Wanderer besonders gut erschlossen. Parkplätze gibt es bei der Heidberger Mühle am nordöstlichen Ende des NSG. Auf beiden Uferseiten der Itter führen Wanderwege (Neanderlandsteig, Klingenpfad, Rund um Wald (W im Kreis) von der Heidberger Mühle bis zur Brucher Mühle / Schloss Caspersbroich).

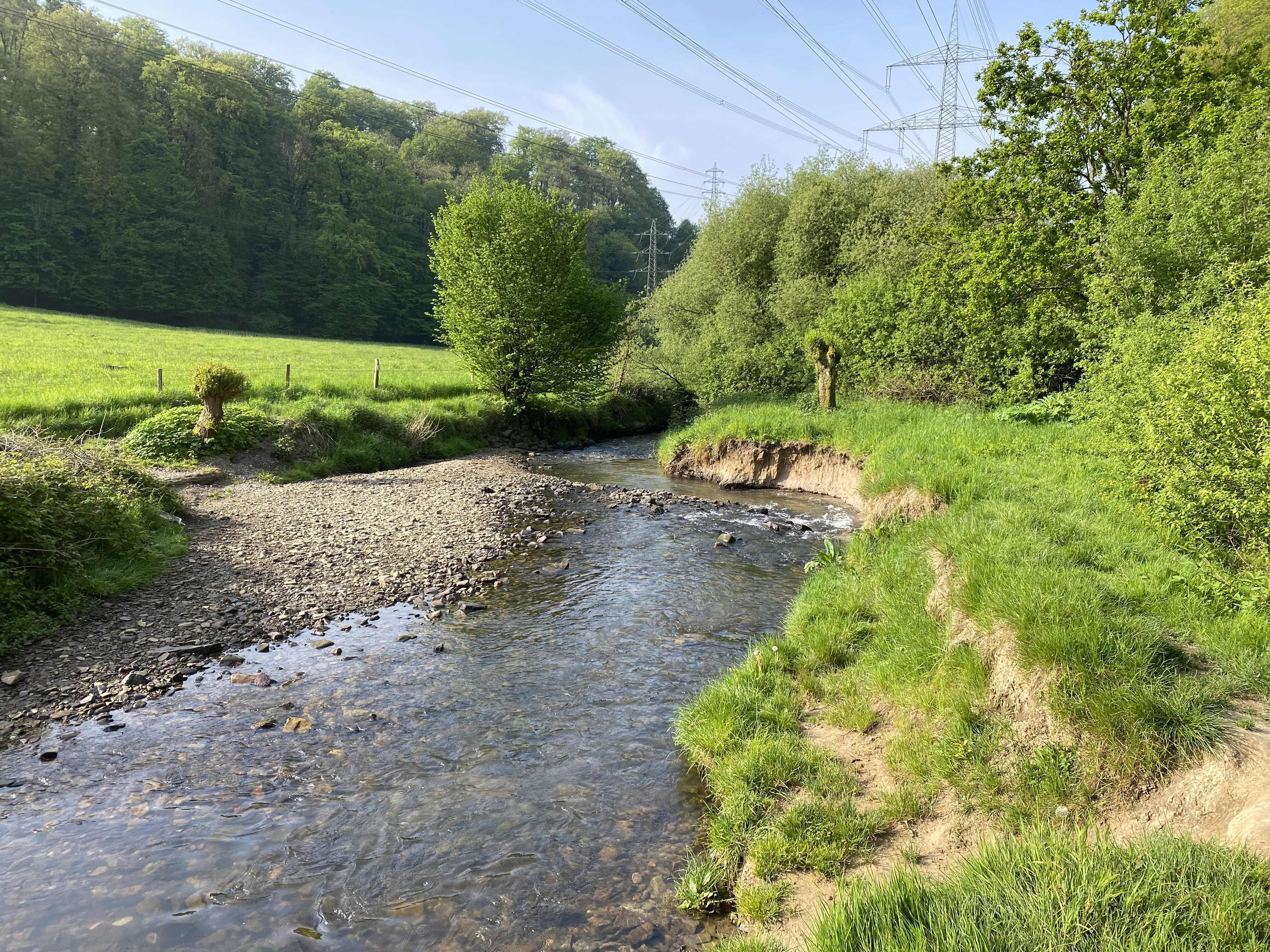
Naturnaher Bachlauf der Itter mit Steilufern
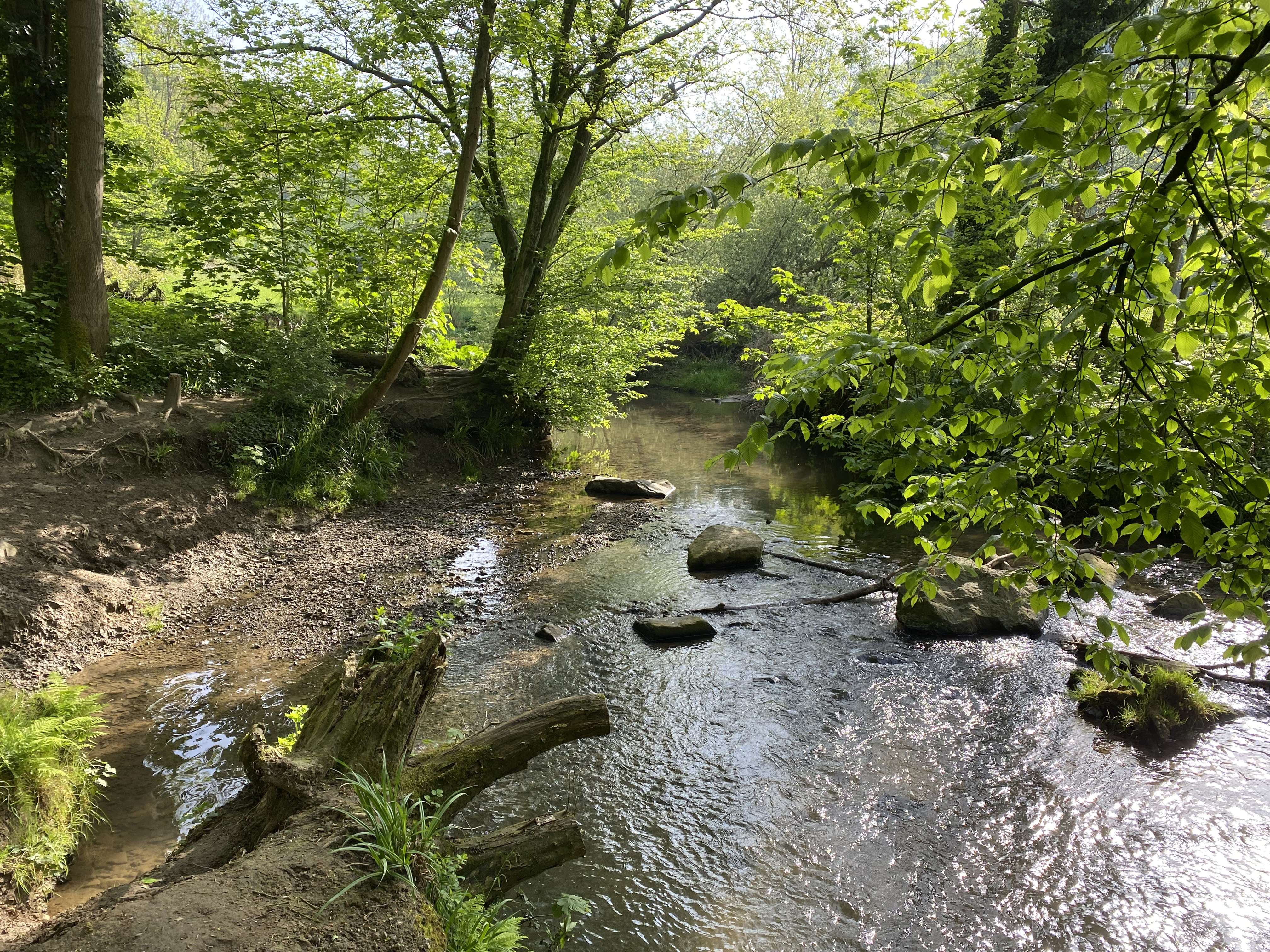
Die Itter im NSG
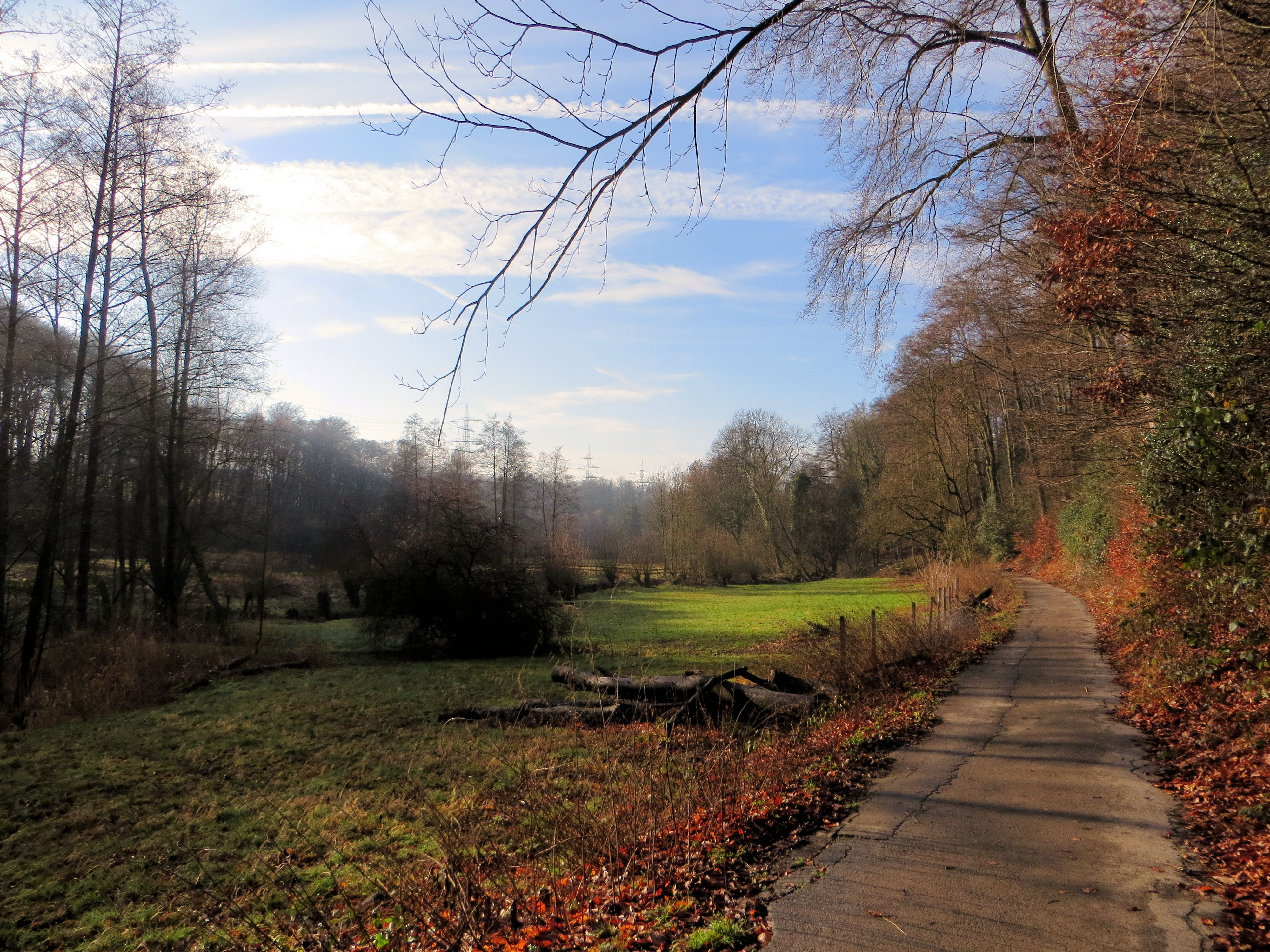
Herbst-Impression im Ittertal
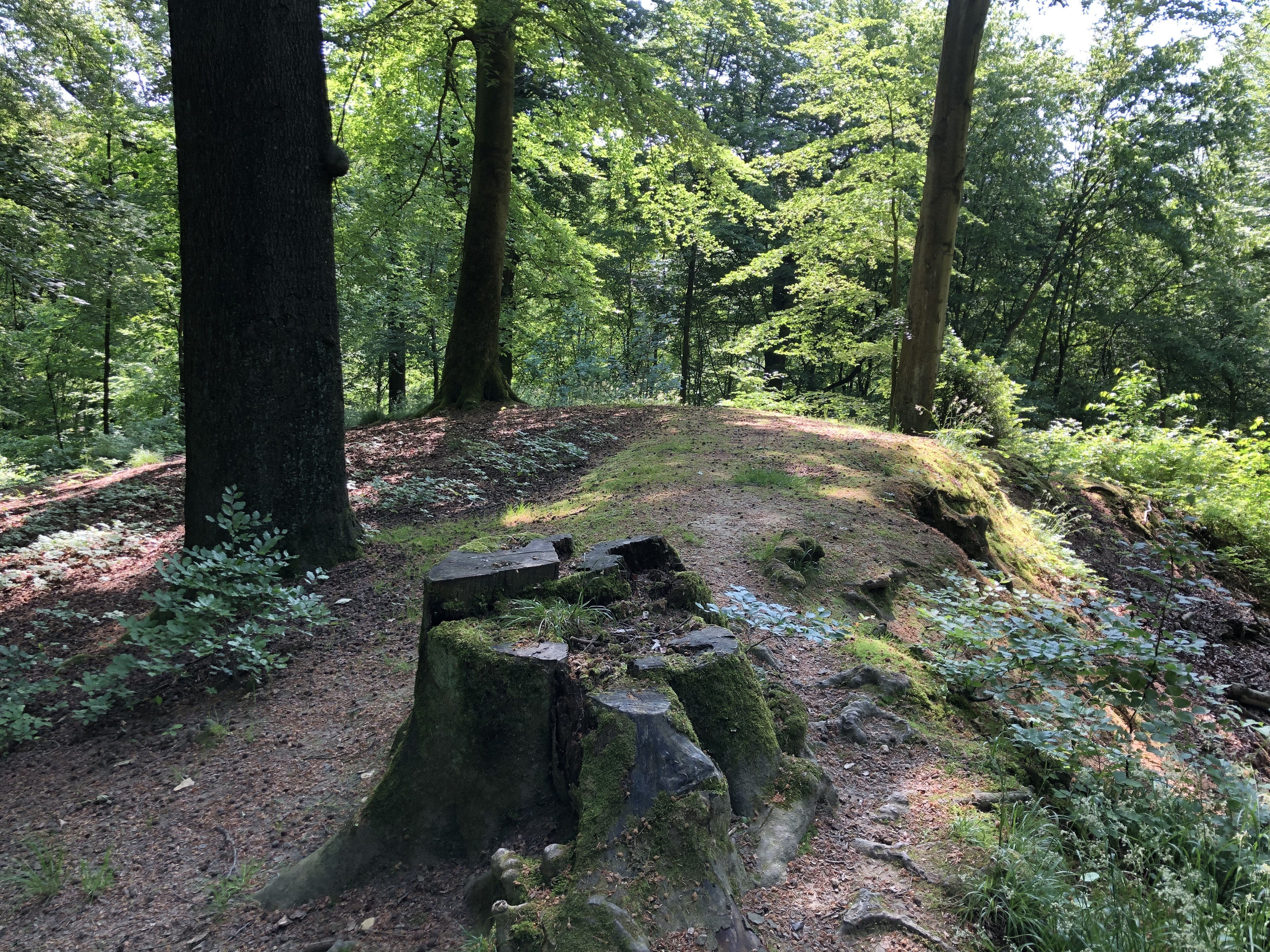
Buchenwald bei Breidenmühle
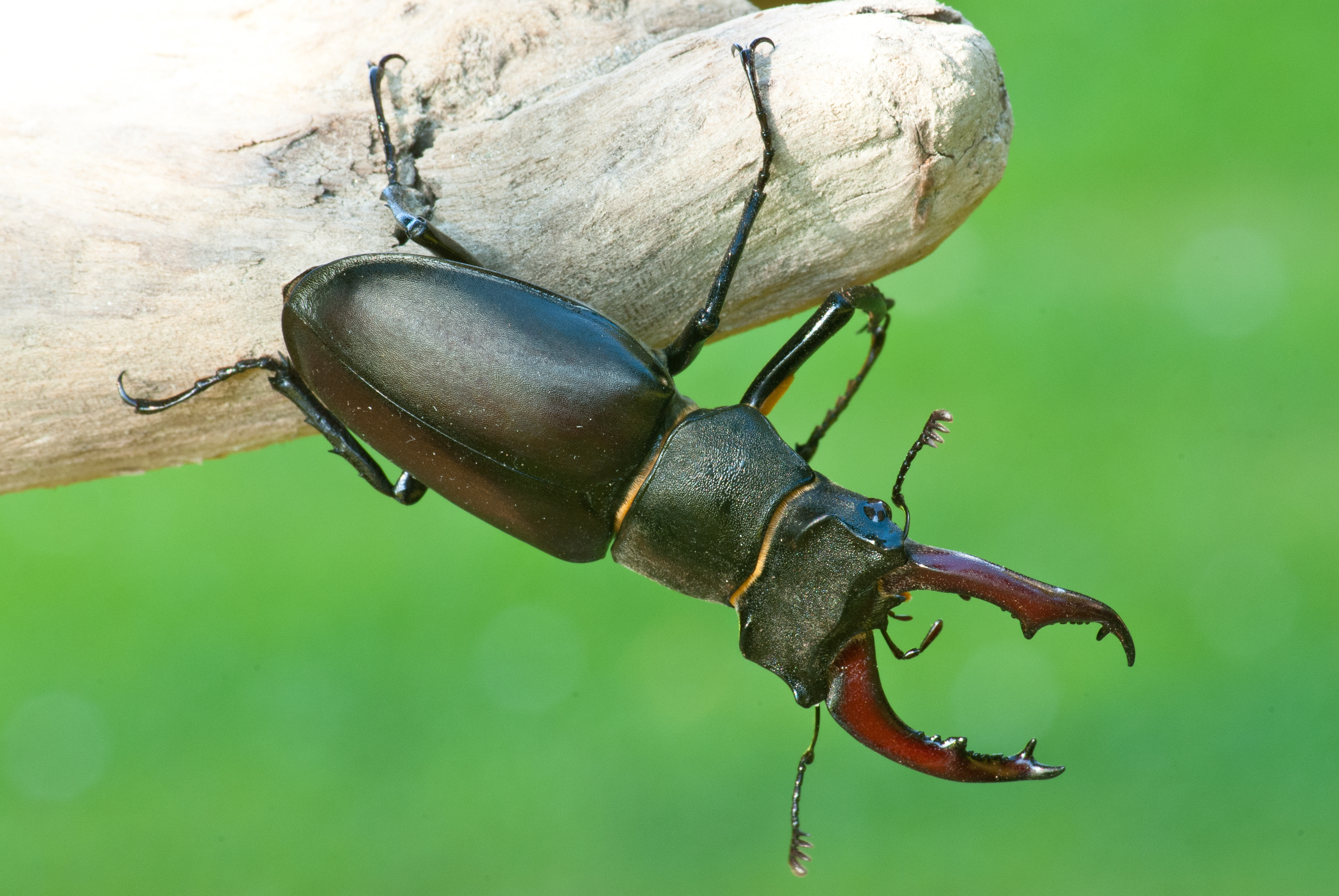
Hirschkäfer (Lucanus cervus) braucht Totholz
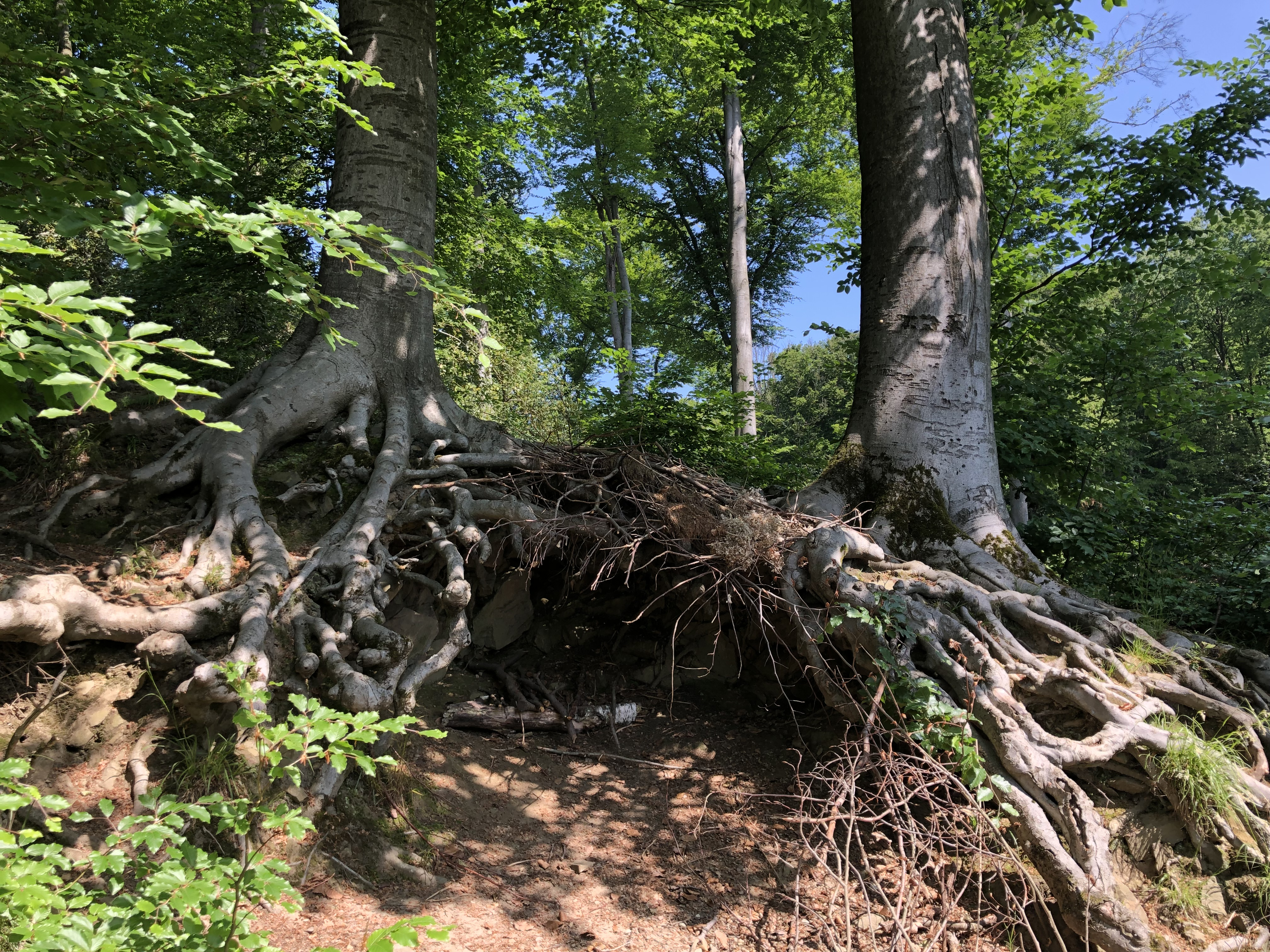
Beeindruckendes Buchenwurzelwerk bietet Verstecke (westl. Schaafenkotten)
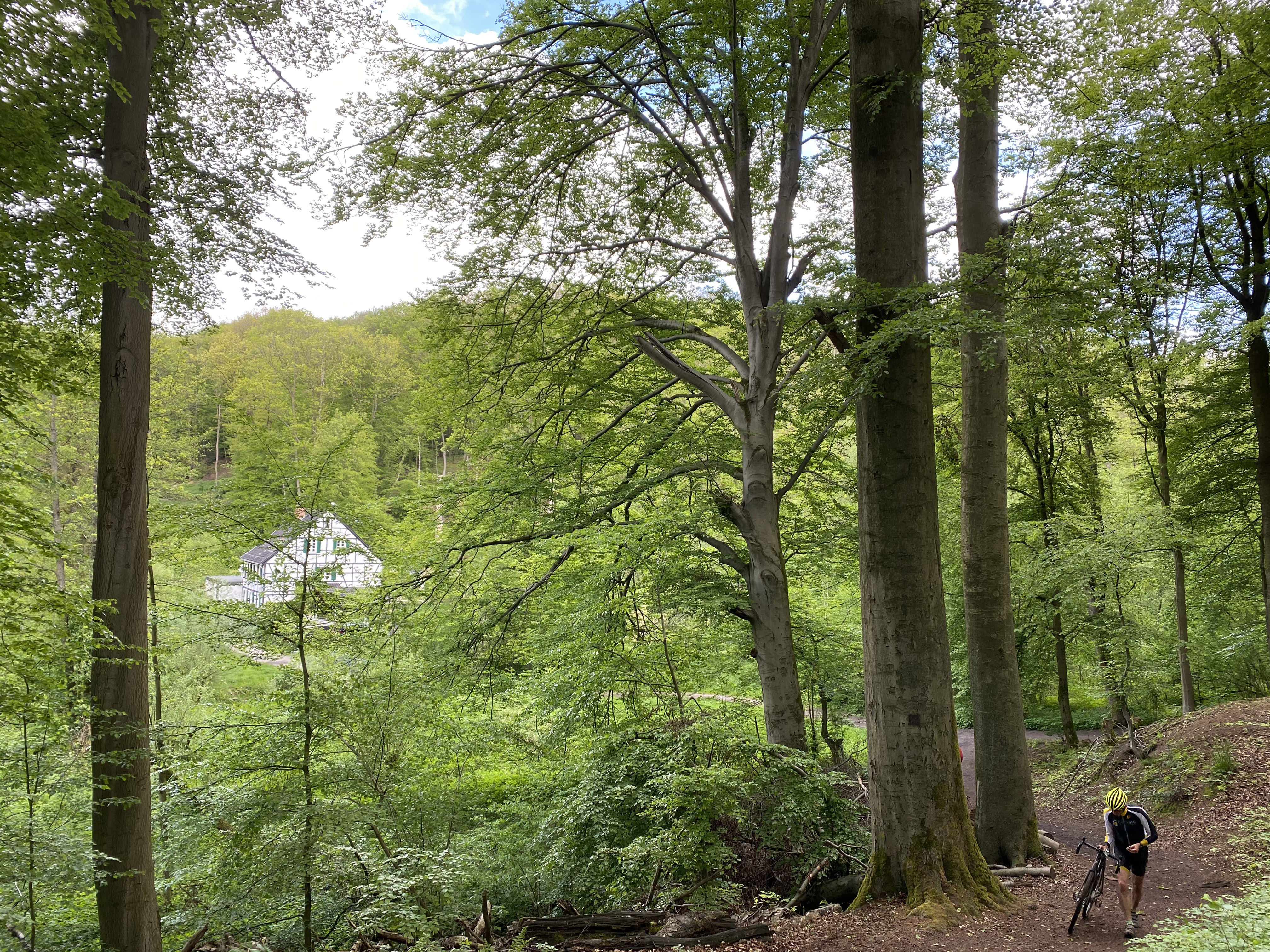
Schaafenkotten im mittleren Ittertal
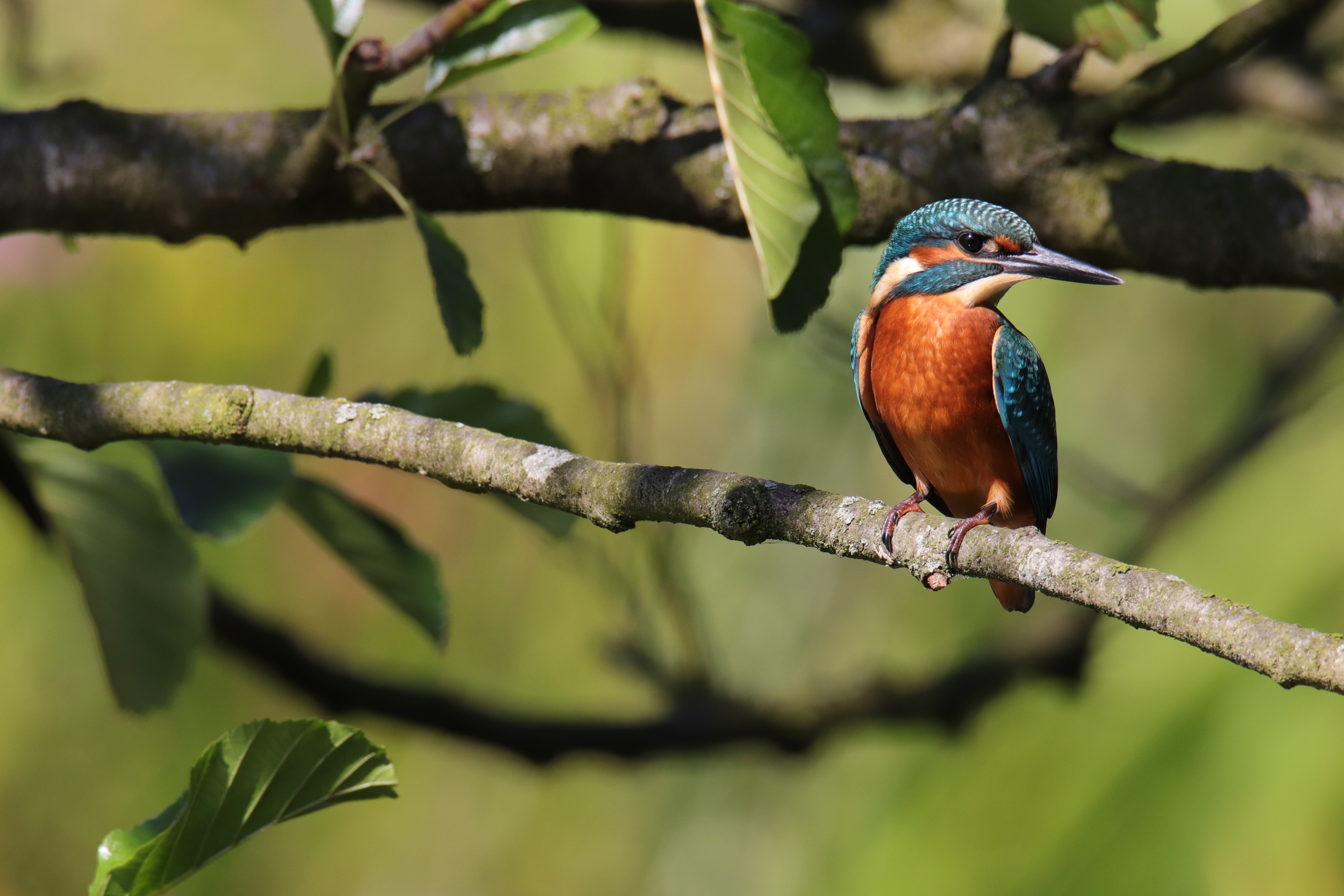
Eisvogel (Acledo atthis)
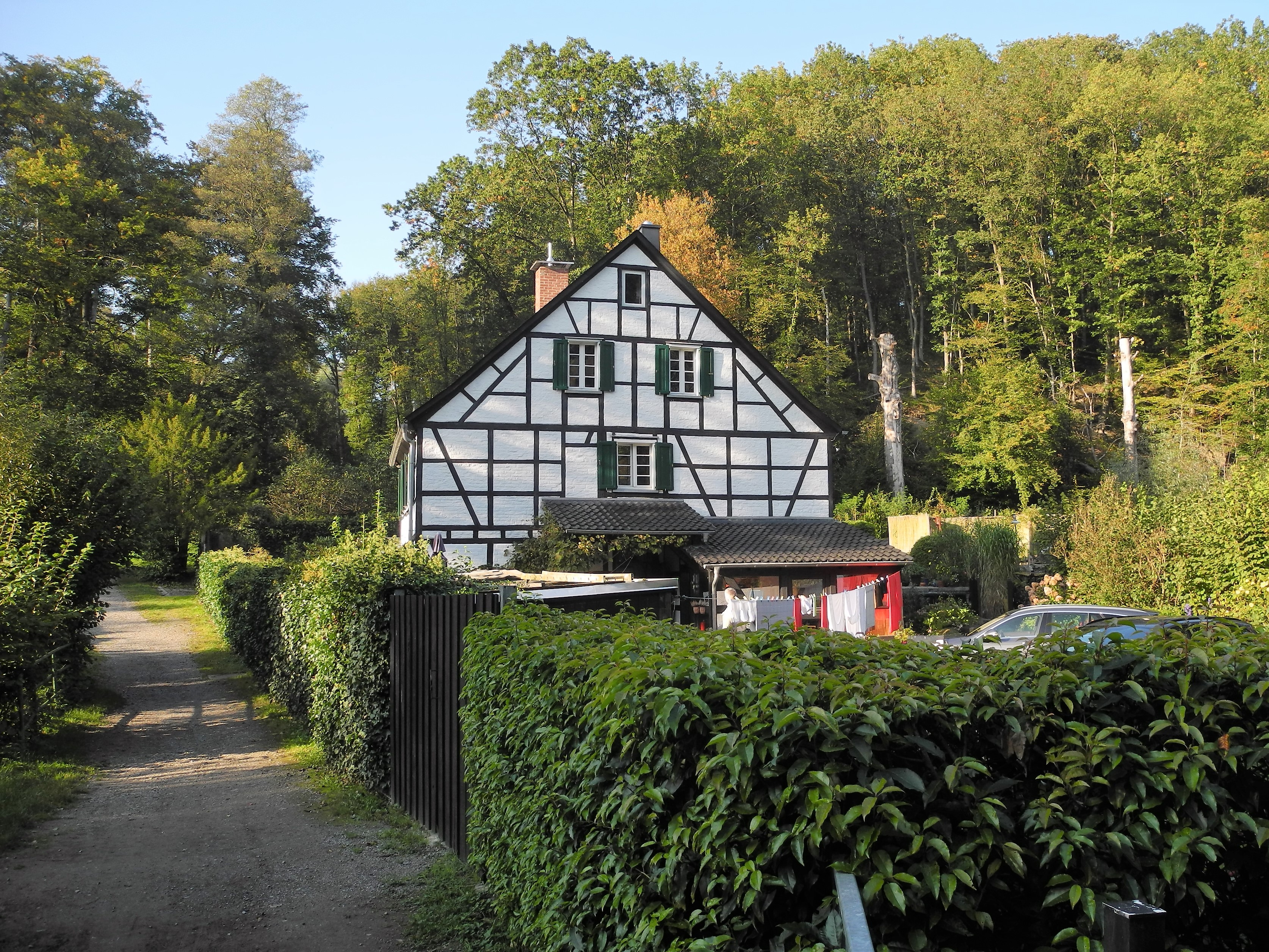
Schaafenkotten inmitten des NSG Ittertal
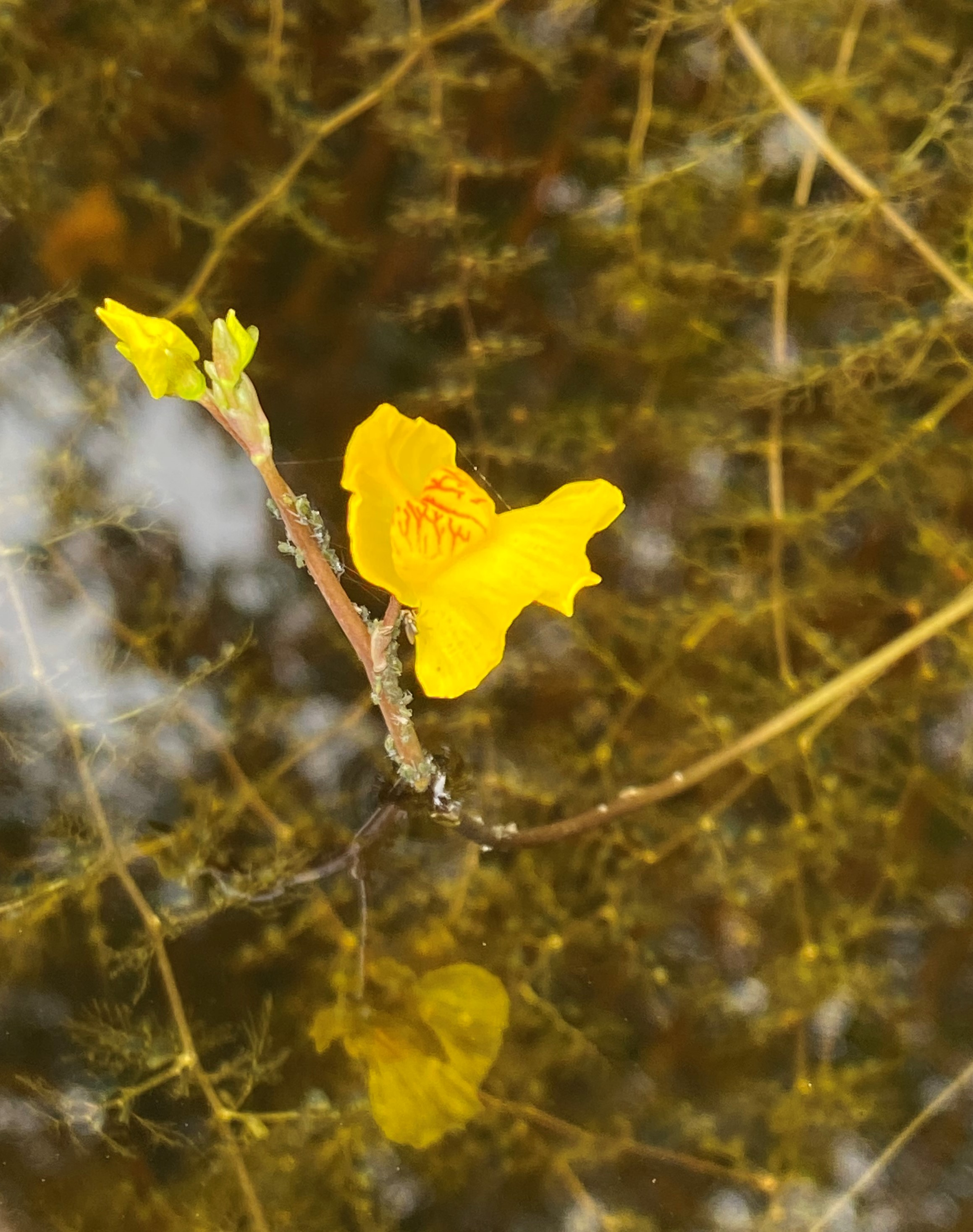
Südlicher bzw. Verkannter Wasserschlauch (Utricularia australis)
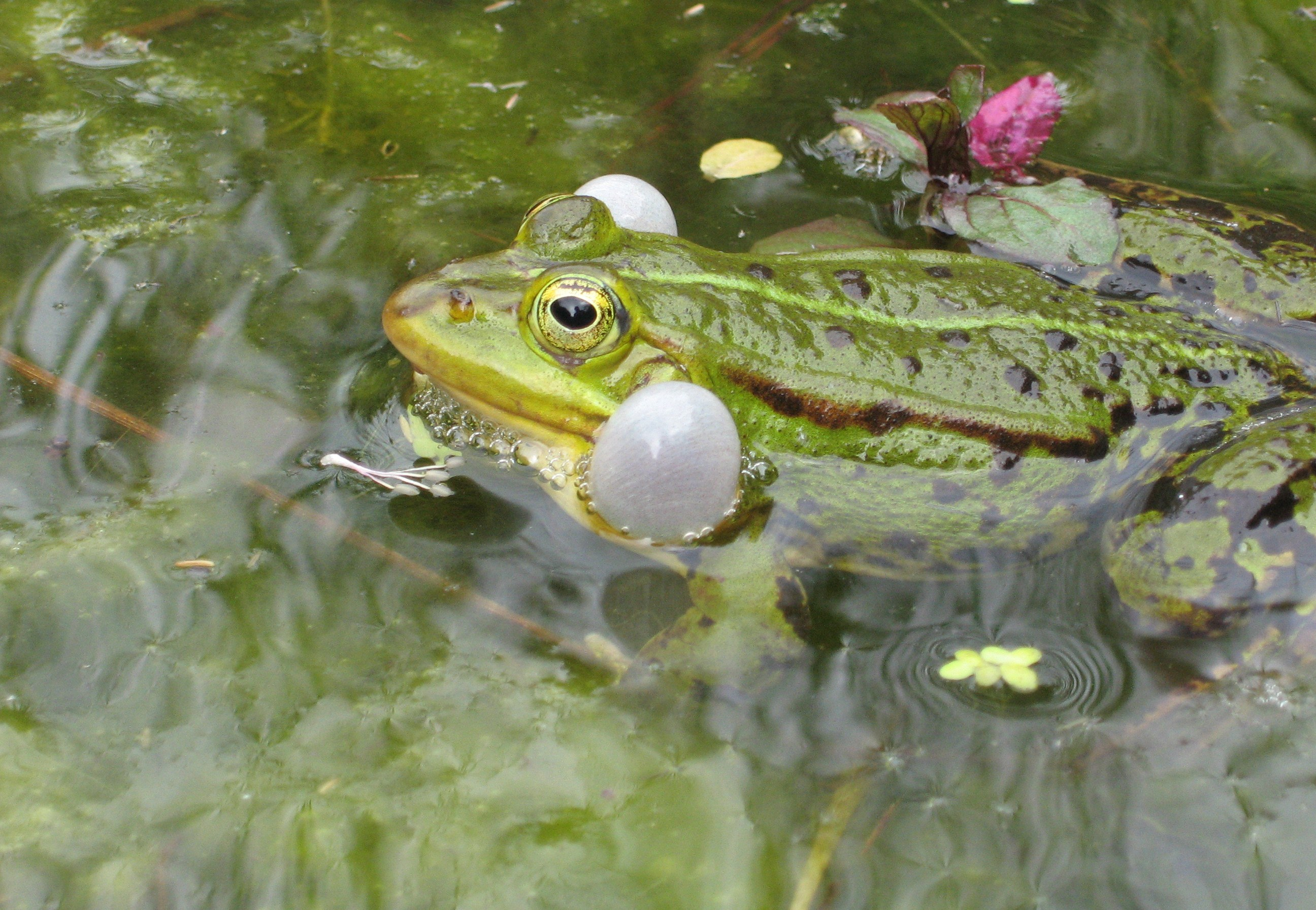
Rufender Teichfrosch mit Schallblasen
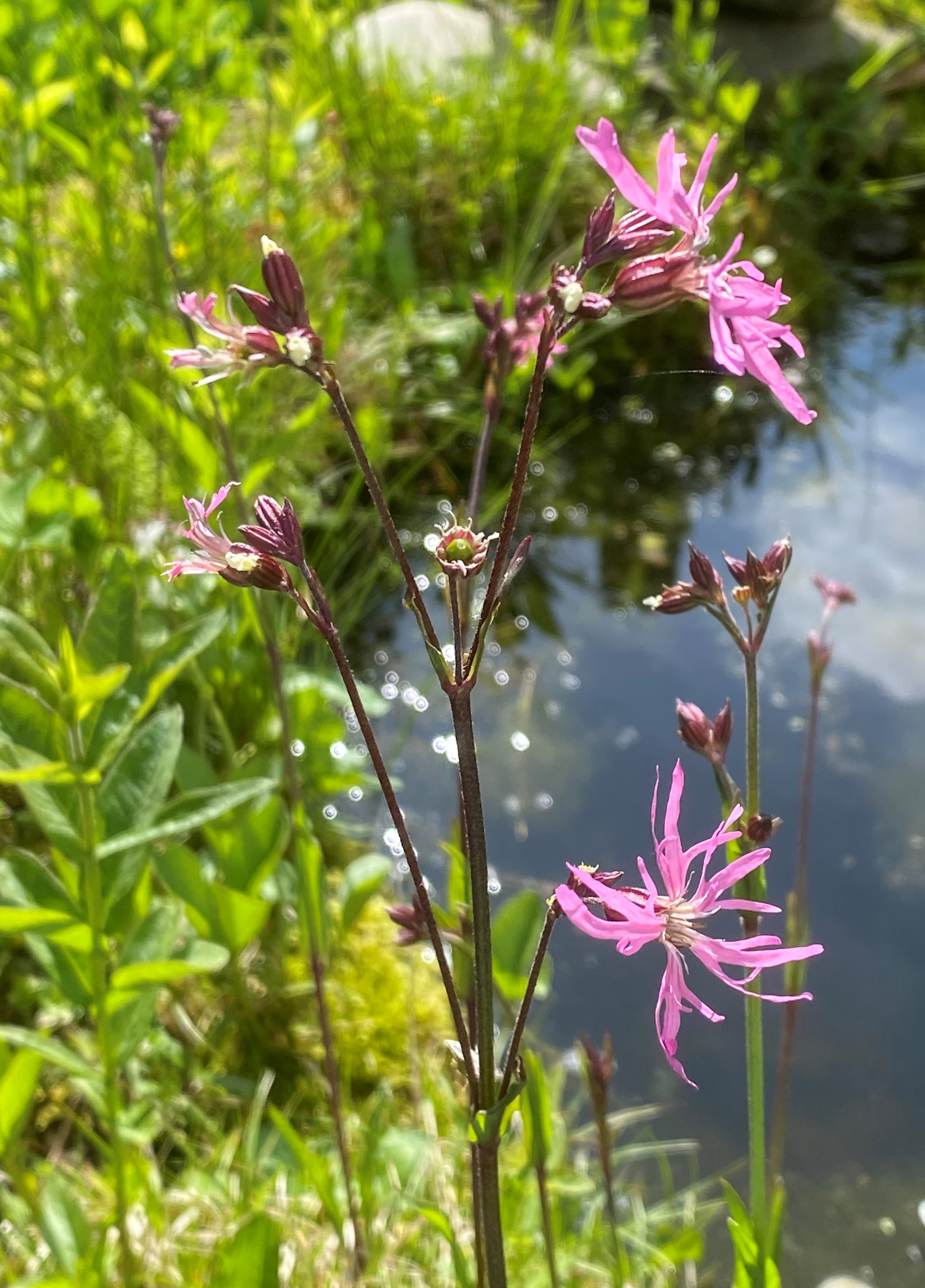
Kuckucks-Lichtnelke (Lychnis flos-cuculi)
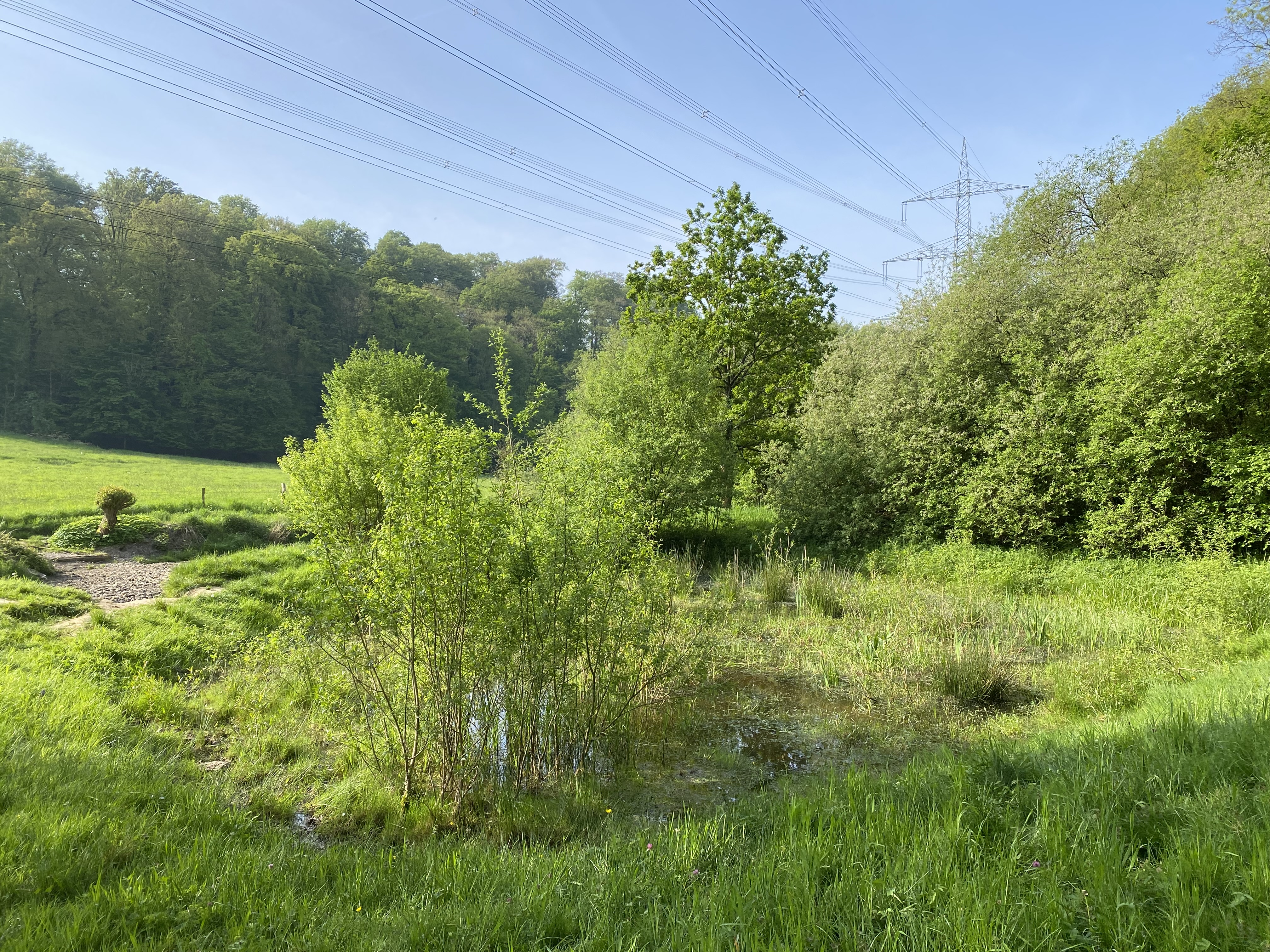
Feuchtbiotop im NSG Ittertal